# Fortaleza de Seúl
El Muro de la Fortaleza de Seúl (Hangul: 한양도성; Hanja: 漢陽都城) es una muralla de piedra, madera y otros materiales, construida para proteger la ciudad de Seúl contra los invasores. El muro fue construido por primera vez en 1396 para defender y demostrar los límites de la ciudad, en torno a Hanyang(hangul : 한양 ; hanja :漢陽;  el antiguo nombre de Seúl) de la Dinastía Joseon.  En ese momento , se llamaba Hansung (hangul : 한성  hanja :漢城) se extiende 18,6 kilómetros por la cresta de cuatro montañas interiores de Seúl, Baegaksan, Naksan, Namsan e Inwangsan. En la actualidad, una sección de 12 km de la pared ha sido designada como Sitio Histórico No. 10 (1963) y está protegido en consecuencia, junto con las puertas, portones de agua, y los montículos de señal de fuego. Ciertas secciones de las paredes han sido objeto de un amplio trabajo de restauración, después de haber sufrido daños o han sido completamente destruidas en varias ocasiones en el pasado de la ciudad.

## Historia
En 1392 , Yi Seong-gye derrocó el reino de Goryeo y se convirtió en rey Taejo, el primer rey de la Dinastía Joseon (1392-1897). Él decidió en 1395 a Hanyang ( 한양 /漢陽) hoy Seúl ( 서울 ), como la nueva capital de la dinastía. La ciudad, situada al norte del río Han, está dispuesta en el arte del Feng Shui.
Para proteger la nueva capital y su palacio, el rey ordenó la construcción de un muro que rodee la ciudad. La construcción comenzó en 1396, ofreció casi doscientos mil hombres y duró 98 días. La pared, con una circunferencia total de 18 km, que se extiende desde el monte Bugaksan, al norte hasta el Monte Namsan al sur.

## Almenado
En 1395, apenas cinco años después de que el rey Taejo fundó la dinastía Joseon, él estableció una oficina gubernamental [ Doseongchukjoedogam (hangul : 도성 축조 도감 ; hanja :都城 築 造 都 監)] para construir un castillo para defender Seúl, y ordenó Jeong Do-jeon para buscar y medir un sitio.
El 1 de enero de 1396 (según el calendario lunar) , Taejo de Joseon celebró la ceremonia de inauguración. Un centenar de 97.400 jóvenes fueron puestos bajo requisa más de dos años y completó la construcción del castillo de 98 días después de la guerra a lo largo de las montañas Bugaksan, Naksan, Namsan e Inwangsan . La pared contenía ocho puertas, todas las cuales fueron construidas originalmente entre 1396 y 1398.

## Características
Las paredes originales, construidas a finales del siglo XIV fueron construidas de piedras redondas medianas unidas por el barro. Durante el reinado del Rey Sejong, una obra de renovación a gran escala se llevó a cabo a mediados del siglo XV de Gran cabo en la pared , incluyendo el reemplazo de secciones de pared de barro con secciones rectangulares de piedra. Una importante restauración en 1704 fue hecha por el rey Sukjong, reconstruyó las secciones de la pared con grandes losas de piedra uniformes que marca la característica única y última de la muralla de la fortaleza.
La sección oriental de Seúl se encuentra en la planta baja que las otras secciones y era más susceptible a ataques externos. Por lo tanto, se añadió un bastión hacia el exterior de la puerta para reforzar su defensa. Una parte de las paredes en el tramo comprendido entre Heunginjimun y Gwanghuimun se extendió fuera en forma rectangular para tal fin. Montículos de fuego, otro componente del sistema de defensa, se establecieron por primera vez en 1394 y se mantuvo en funcionamiento hasta 1894. Las señales enviadas a través del país de un montículo a otro, utilizando oscuridad de día y fuego por la noche, finalmente fueron recibidos por el faro en la parte superior de Namsan y transmitió al Palacio Real.

## Condición
La pared de la fortaleza, terminada después de 30 años, fue derribada en muchas partes debido a diversas iniciativas de planificación de la ciudad y la introducción de líneas de tranvías. Sin embargo, sectores significativos de la muralla de la fortaleza se mantienen. El curso mejor conservado y bien conocido es el Muro de la Fortaleza del Monte Bukaksan, la pista de 2.3 kilómetros que atraviesa de Sukjeongmun a Changuimun. Anteriormente fuera del alcance de la opinión pública después de haber sido designado como un área de la Reserva Militar, debido a su proximidad a Cheongwadae, se ha abierto al público desde el año 2006.
Con muy pocas alteraciones o estructuras artificiales que rodean la zona en los últimos años, lo natural sigue siendo relativamente intacto.